# Katastrofa lotu West Air Sweden 294
Katastrofa lotu West Air Sweden 294 – katastrofa lotnicza, która wydarzyła się 8 stycznia 2016 roku. Towarowy Bombardier CRJ200 należący do West Air Sweden rozbił się na pustkowiu nieopodal jeziora Akkajaure na granicy szwedzko-norweskiej. Zginęli obaj piloci.

## Samolot
Samolotem, który uległ katastrofie był Bombardier CRJ200 o numerze rejestracyjnym SE-DUX. Maszyna trafiła najpierw do linii Lufthansa CityLine, dla których latała do 2006 roku. W 2007 trafiła do West Air Sweden, gdzie została przebudowana do potrzeb lotów towarowych. W chwili wypadku samolot miał wylatane ponad 38 600 godzin lotu.

## Przebieg katastrofy
Kapitanem lotu 294 był 42-letni Hiszpan z nalotem 3200 godzin; drugim pilotem był 33-letni Francuz, który wylatał 3050 godzin. Samolot wystartował z lotniska Gardermoen w Oslo o 23:10 na lot do Tromsø z ładunkiem 4,5 tony poczty. Samolot osiągnął wysokość przelotową 33 000 stóp. Kiedy piloci mieli rozpocząć procedury zniżania do lądowania, sztuczny horyzont po stronie kapitana pokazywał, że samolot ostro unosi dziób. Chociaż był to fałszywy odczyt (po stronie drugiego pilota samolot leciał poziomo), kapitan chcąc uniknąć przeciągnięcia mocno opuścił dziób samolotu wprowadzając go w nurkowanie. W wyniku ujemnego przeciążenia piloci nie wiedzieli w jakiej pozycji rzeczywiście jest maszyna. Chwilę po tym, jak drugi pilot nadał sygnał „Mayday”, samolot lecąc niemalże na plecach z prędkością przekraczającą 1000 km/h rozbił się na zaśnieżonym pustkowiu nieopodal jeziora Akkajaure, ok. 10 km od granicy z Norwegią.

## Filmografia
Katastrofa lotu West Air Sweden 294 została uwieczniona w jednym z odcinków 20. sezonu serialu „Katastrofa w przestworzach” pt. Niebezpieczne pochylenie.